# Achasan (métro de Séoul)
Achasan est une station sur la ligne 5 du métro de Séoul, dans l'arrondissement de Gwangjin-gu.